# 송요년의 묘역
송요년의 묘역(宋遙年의 墓域)은 대전광역시 동구 이사동에 있는 조선시대의 묘역이다. 2012년 4월 27일 대전광역시의 기념물 제44호로 지정되었다.

## 지정 사유
은진송씨 이사동 묘역은 510여년간 1,070기가 분포하고 있어 조선시대 사대부의 묘제 연구에 좋은 자료이다. 이중 송요년의 묘역은 이사동 묘역 중 초기에 건립되어(1499년) 원형이 잘 보존되어 있으며, 상설제도가 잘 정비되어 있고 묘표 등 석물의 예술성이 뛰어나 조선시대 묘제 및 석조예술품의 연구자료로 가치가 높다.

## 참고 자료
- 송요년의 묘역 - 국가유산청 국가유산포털